# Еврейский квартал (диаспора)

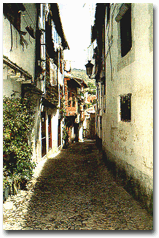
Мощёная улица в еврейском квартале в Эрвасе.

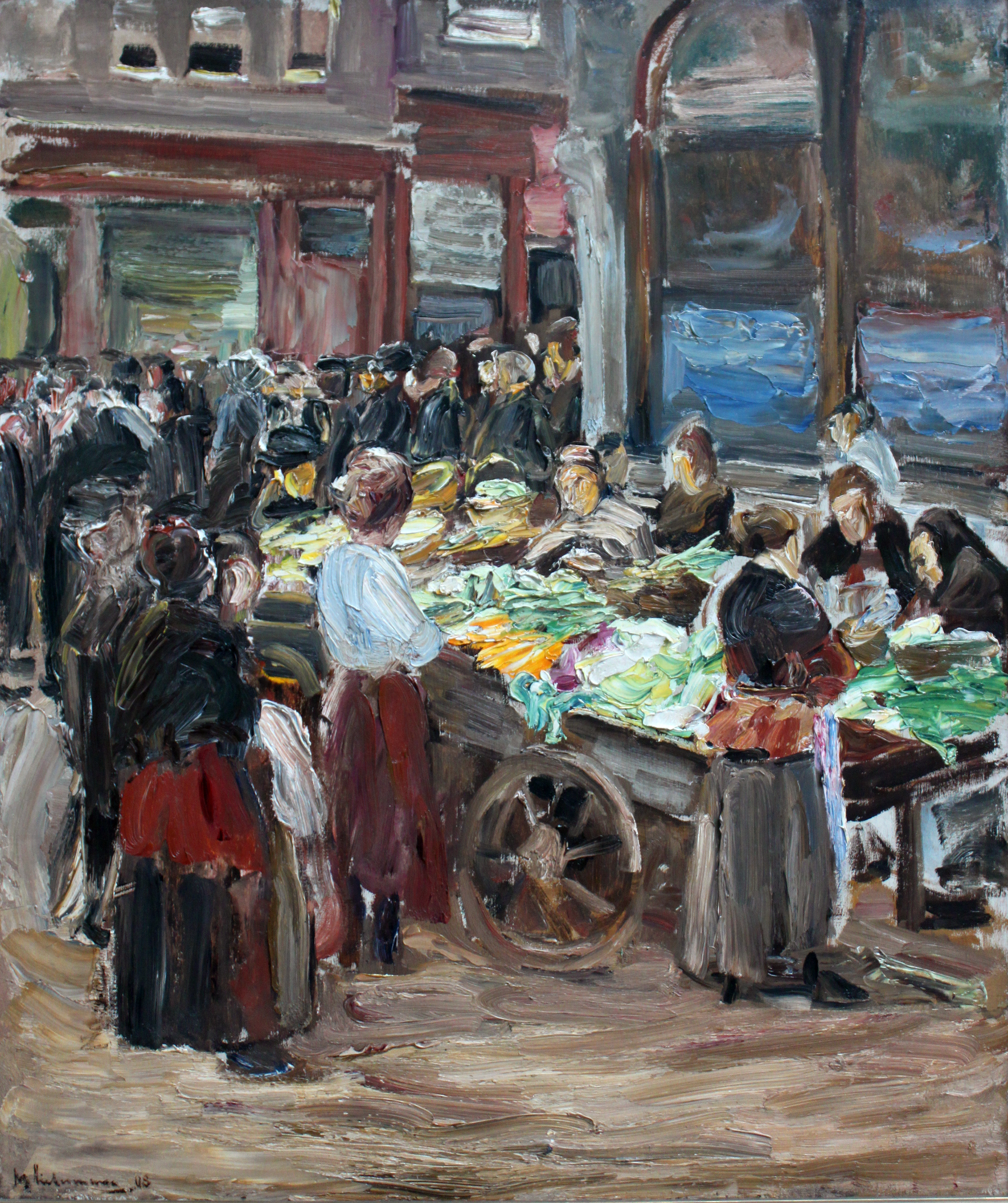
Макс Либерман Улица евреев в Амстердаме, 1908, Штеделевский художественный институт

Еврейский квартал (идиш די ייִדדישע גאַס ‎) — район города, в котором традиционно проживают евреи. В отличие от гетто, еврейские кварталы иногда возникали из-за желания еврейского населения вести образ жизни, соответствующий национальным традициям и предписаниям иудаизма. С идиш די ייִדדישע גאַס‎ (Di yiddishe gas) термин переводится как «Еврейская улица».

## Еврейские кварталы по странам

### Европа
- Австрия
  - Вена — Леопольдштадт
- Бельгия
  - Антверпен — Joods Antwerpen
- Великобритания
  - Лондон — Old Jewry
  - Уинчестер — Jewry Street
- Венгрия
  - Будапешт — Эржебетварош
- Германия
  - Франкфурт-на-Майне — Frankfurter Judengasse
  - Шпайер — Еврейская община Шпайера
  - Лейпциг — улица Брюль
  - Вормс — Еврейская община Вормса
- Греция
  - Родос — La Juderia
- Испания
  - Авила — Judería
  - Барселона — Judería
  - Бесалу — Judería
  - Касерес— Judería
  - Калаорра — Judería
  - Кордова — Judería
  - Эстелла Лизарро — Judería
  - Жирона — Call Jueu de Girona
  - Эрвас — Judería
  - Хаэн — Judería
  - Леон — Judería
  - Монфорте-де-Лемос — Judería
  - Овьедо — Judería
  - Пальма-де-Майорка — Judería
  - Пласенсия — Judería
  - Рибадавиа — Judería
  - Сеговия — Aljama
  - Севилья — Judería
  - Тарасона — Aljama
  - Толедо — Aljama
  - Тортоса — Judería
  - Тудела — Judería
  - Вальядолид — Aljama
- Италия
  - Венеция — Венецианское гетто
  - Катания — Judeca Suprana, Judeca Suttana и Piano di Giacobbe
  - Энна — Iudeca (Giudecca)
  - Мессина — Tirone и Paraporto
  - Неаполь — Giudecca
  - Падуя — Падуанское гетто
  - Палермо — Meschita и Guzzetta
  - Калабрия — La Judeca (Giudecca)
  - Рим — Римское гетто
  - Сиракузы — La Jureca (Giudecca)
  - Феррара — Ghetto di Ferrara
- Нидерланды
  - Амстердам — Jodenbreestraat и Buitenveldert
- Польша
  - Варшава — Варшавское гетто
  - Краков — Казимеж
  - Люблин — Еврейский квартал (Люблин)
- Португалия
  - Белмонти — Judiaria
  - Каштелу-ди-Види — Judiaria
  - Лиссабон — Alfama и Judiaria
  - Порту — Judiaria и Bairro de Monchique
- Румыния
  - Бухарест — Văcăreşti/Dudeşti
- Турция
  - Стамбул — Балат
- Украина
  - Львов — Еврейский квартал (Львов)
- Франция
  - Бордо — Saint-Seurin
  - Лион — La Juiverie de Fourvière и La Guillotière
  - Марсель — La Carrière-des-Juifs и Mont-Juif / Montjusieu
  - Париж — Pletzl в квартале Маре
- Чехия
  - Прага — Йозефов
- Республика Южная Осетия/Грузия
  - Цхинвал — Еврейский квартал Цхинвала

### Африка
- Египет
  - Каир — Harat Al-Yahud Al-Qara’In и Harat Al-Yahud
- Марокко
  - Касабланка
  - Танжер
- Тунис
  - Джерба (остров) — Эль-Гриба
  - Тунис (город)

### Азия
- Казахстан
  - Алма-Ата Биробиджан
- Китай
  - Шанхай — Шанхайское гетто
- Индия: Калькутта, Гоа, Коччи, Махараштра, Манипур, Мумбай, Мизорам, Нью-Дели
- Ливан
  - Бейрут — Вади Абу Джамиль
- Малайзия
  - Куала Лумпур
- Турция
  - Стамбул (азиатская часть) — Кузгунджук
  - Измир — Караташ
- Узбекистан
  - Еврейская махалля Самарканда
  - Еврейская махалля Бухары

### Америка
- Аргентина
  - Буэнос Айрес — Бальванера
- Бразилия
  - Сан-Паулу — Бон-Ретиру
- Венесуэла
  - Каракас — San Bernardino, Los Chorros, Altamira, Los Caobos и Sebucán
- Мексика
  - Поланко
- США
  - Бруклин, Нью-Йорк — Боро-Парк